# Wahlgreniella nervata
Wahlgreniella nervata är en insektsart som först beskrevs av David D. Gillette 1908.  Wahlgreniella nervata ingår i släktet Wahlgreniella och familjen långrörsbladlöss. Inga underarter finns listade i Catalogue of Life.